# Felix av Valois
Felix av Valois (franska Félix de Valois), född 16 april 1127 i Valois, död 4 november 1212, var en fransk eremit. Tillsammans med Johannes av Matha grundade han Trinitarieorden. Felix av Valois vördas som helgon i Romersk-katolska kyrkan, med minnesdag den 20 november.

### Webbkällor
- ”St. Felix of Valois”. Catholic Encyclopedia. New Advent. http://www.newadvent.org/cathen/06033c.htm. Läst 15 maj 2019.
- ”San Felice di Valois”. Santi e Beati. http://www.santiebeati.it/Detailed/78450.html. Läst 15 maj 2019.